# Rualena surana
Espèce
Synonymes
- Rualena goleta Chamberlin & Ivie, 1942

Rualena surana est une espèce d'araignées aranéomorphes de la famille des Agelenidae.

## Distribution
Cette espèce est endémique de Californie aux États-Unis,. Elle se rencontre dans les comtés de San Luis Obispo et de Monterey.

## Description
Les mâles mesurent de 4,13 à 7,63 mm et les femelles de 6,25 à 8,75 mm.

## Publication originale
- Chamberlin & Ivie, 1942 : Agelenidae of the genera Hololena, Novalena, Rualena and Melpomene. Annals of the Entomological Society of America, vol. 35, p. 203-241.